# Orthemis ambirufa
Orthemis ambirufa är en trollsländeart som beskrevs av Philip Powell Calvert 1909. Orthemis ambirufa ingår i släktet Orthemis och familjen segeltrollsländor. Inga underarter finns listade i Catalogue of Life.